# Eishockey-Bundesliga 1973/74
Die Saison 1973/74 der Eishockey-Bundesliga war die 16. Spielzeit der höchsten deutschen Eishockeyliga. Deutscher Meister wurde der Berliner SC, der damit genau 30 Jahre nach dem letzten Deutschen Meistertitel, damals in einer Kriegssportgemeinschaft mit dem SC Brandenburg, und zwei Jahre nach dem Wiederaufstieg seine 19. Meisterschaft feiern konnte. Die beiden dominierenden Mannschaften der vergangenen drei Jahre, der Titelverteidiger EV Füssen und Vizemeister Düsseldorfer EG beendeten die Saison nur auf einem Mittelfeldplatz. In die 2. Bundesliga musste der Augsburger EV absteigen, er wurde durch den Zweitligameister ESV Kaufbeuren ersetzt.

## Voraussetzungen

### Teilnehmer
Die Liga wurde nach einer Spielzeit wieder auf zehn Mannschaften abgestockt. Neu in der Liga war der Kölner EC, der bereits 1969/70 als Kölner EK in der Bundesliga vertreten war.
- VfL Bad Nauheim
- EC Bad Tölz
- Berliner SC
- Düsseldorfer EG
- EV Füssen (Titelverteidiger)
- ESV Kaufbeuren
- Kölner EC  (Aufsteiger)
- Krefelder EV
- EV Landshut
- SC Riessersee

### Modus
Wie im Vorjahr spielten die Mannschaften in einer Doppelrunde den Deutschen Meister aus, sodass jeder Verein jeweils zwei Heim- und zwei Auswärtsspiele gegen die übrigen Mannschaften bestritt. Der Letztplatzierte stieg am Ende der Saison ab und wurde durch den Meister der 2. Bundesliga ersetzt.

## Abschlusstabelle
|     |                 | Sp | S  | U | N  | Tore    | Punkte |
| --- | --------------- | -- | -- | - | -- | ------- | ------ |
| 01. | Berliner SC     | 36 | 24 | 3 | 09 | 150:091 | 51:21  |
| 02. | EV Landshut     | 36 | 23 | 2 | 11 | 172:123 | 48:24  |
| 03. | VfL Bad Nauheim | 36 | 23 | 0 | 13 | 159:118 | 46:26  |
| 04. | Düsseldorfer EG | 36 | 20 | 4 | 12 | 181:127 | 44:28  |
| 05. | EV Füssen       | 36 | 19 | 2 | 15 | 143:127 | 40:32  |
| 06. | SC Riessersee   | 36 | 18 | 1 | 17 | 157:137 | 37:35  |
| 07. | EC Bad Tölz     | 36 | 17 | 2 | 17 | 125:128 | 36:36  |
| 08. | Kölner EC       | 36 | 10 | 1 | 25 | 118:188 | 21:51  |
| 09. | Krefelder EV    | 36 | 09 | 1 | 26 | 141:237 | 19:53  |
| 10. | Augsburger EV   | 36 | 08 | 2 | 26 | 120:190 | 18:54  |

Abkürzungen: Sp = Spiele, S = Siege, U = Unentschieden, N = Niederlagen; Erläuterungen: Meister, Abstieg

## Ranglisten

### Beste Scorer
| Spieler           | Team            | Spiele | Tore | Assists | Punkte |
| ----------------- | --------------- | ------ | ---- | ------- | ------ |
| Erich Kühnhackl   | EV Landshut     | 36     | 50   | 26      | 76     |
| Rainer Philipp    | VfL Bad Nauheim |        | 31   | 16      | 47     |
| Peter Hejma       | Düsseldorfer EG | 36     | 32   | 14      | 46     |
| Lothar Kremershof | Krefelder EV    |        | 21   | 21      | 42     |
| Alois Schloder    | EV Landshut     |        | 29   | 11      | 40     |

### Beste Verteidiger
| Spieler       | Team            | Tore | Assists | Punkte |
| ------------- | --------------- | ---- | ------- | ------ |
| Paul Langner  | VfL Bad Nauheim | 17   | 11      | 28     |
| Vaclav Koukal | Krefelder EV    | 16   | 9       | 25     |
| Udo Kießling  | Augsburger EV   | 16   | 6       | 22     |

## Kader des Deutschen Meisters
| Deutscher Meister Berliner SC | Torhüter: Franz Funk, Axel Richter, Horst Grudde Verteidiger: Hannu Koivunen, Manfred Müller, Sven-Erik Brännström, Manfred Hüttmann, Jaakko Marttinen, Franz-Xaver Müller Angreifer: Michael Wanner, Lorenz Funk, Ernst Köpf, Klaus Mangold, Tibor Vozar, Ferenc Vozar, Karel Slanina, Stefan Metz, Karl-Gustav Richter, Kaj Nilsson Cheftrainer: Xaver Unsinn |